# We’re Outta Here!
We're Outta Here! – zapis ostatniego występu w karierze grupy Ramones, który odbył się 6 sierpnia 1996 w The Palace w Los Angeles. Album został wydany 18 listopada 1997 przez wytwórnię Eagle Rock.

## Lista utworów
1. „Durango 95” (Johnny Ramone) – 1:26
2. „Teenage Lobotomy” (Ramones) – 1:30
3. „Psycho Therapy” (Dee Dee Ramone) – 2:10
4. „Blitzkrieg Bop” (Ramones) – 1:35
5. „Do You Remember Rock 'n' Roll Radio?” (Ramones) – 2:59
6. „I Believe in Miracles” (Dee Dee Ramone/Daniel Rey) – 2:41
7. „Gimme Gimme Shock Treatment” (Ramones) – 1:16
8. „Rock 'n' Roll High School” (Ramones) – 1:49
9. „I Wanna Be Sedated” (Ramones) – 2:03
10. „Spider-Man" (Freddie Harris/Paul Francis Webster) – 2:11
11. „The KKK Took My Baby Away” (Joey Ramone) – 2:11
12. „I Just Wanna Have Something to Do” (Ramones) – 2:08
13. „Commando” (Dee Dee Ramone) – 1:20
14. „Sheena Is a Punk Rocker” (Ramones) – 1:45
15. „Rockaway Beach” (Ramones) – 2:11
16. „Pet Sematary” (Dee Dee Ramone/Daniel Rey) – 3:01
17. „The Crusher” (Dee Dee Ramone/Daniel Rey) – 2:08
18. „Love Kills” (Dee Dee Ramone) – 1:58 (gościnnie Dee Dee Ramone)
19. „Do You Wanna Dance?” (Bobby Freeman) – 1:28
20. „Somebody Put Something in My Drink” (Richie Ramone) – 2:31
21. „I Don't Want You” (Ramones) – 2:00
22. „Wart Hog” (Dee Dee Ramone/Johnny Ramone) – 1:33
23. „Cretin Hop” (Ramones) – 1:22
24. „R.A.M.O.N.E.S.” (Motörhead) – 1:17 (gościnnie Lemmy Kilmister z Motörhead)
25. „Today Your Love Tomorrow the World” (Ramones) – 1:40
26. „Pinhead” (Ramones) – 2:57
27. „53rd & 3rd” (Dee Dee Ramone) – 1:56 (gościnnie Tim Armstrong i Lars Frederiksen z Rancid)
28. „Listen to Your Heart” (Dee Dee ramone) – 1:18 (gościnnie Tim Armstrong i Lars Frederiksen z Rancid)
29. „We're a Happy Family” (Ramones) – 1:58 (gościnnie Tim Armstrong i Lars Frederiksen z Rancid)
30. „Chinese Rocks” (Richard Hell/Dee Dee Ramone) – 2:31 (gościnnie Chris Cornell i Ben Shepherd z Soundgarden)
31. „Beat on the Brat” (Ramones) – 2:16
32. „Any Way You Want It” (Steve Perry/Neal Schon) – 3:12 (gościnnie Eddie Vedder z Pearl Jam)

## Skład
- Joey Ramone – wokal
- Johnny Ramone – gitara
- C.J. Ramone – gitara basowa, wokal
- Marky Ramone – perkusja

Gościnnie:
- Dee Dee Ramone
- Lemmy Kilmister
- Tim Armstrong
- Lars Frederiksen
- Chris Cornell
- Ben Shepherd
- Eddie Vedder

Produkcja:
- Bill Dawes – inżynier dźwięku
- Ian Bryan – inżynier dźwięku
- Phil Kneebone – inżynier dźwięku
- Bryce Goggin – inżynier dźwięku
- Doug Field – inżynier dźwięku
- Howie Weinberg – mastering
- Gary Kurfirst – producent